# Copa Interamericana 1974
La Copa Interamericana 1974 fue la cuarta edición del torneo organizado entre Conmebol y Concacaf. La disputó nuevamente el club argentino Independiente, esta vez frente a Municipal de Guatemala. El marcador global había quedado empatado 1 a 1, hubo tiempo suplementario sin anotaciones, por lo que se definió al ganador por penales, logrando la victoria los sudamericanos por 4-2.

## Clubes clasificados
Se fueron decidiendo a lo largo de 1974 entre las dos máximas competiciones de las confederaciones de América.
| Conmebol (Sudamérica)                       |  | Independiente |  | Campeón de la Copa Libertadores (1974)                |
| Concacaf (Norte, Centroamérica y el Caribe) |  | Municipal     |  | Campeón de la Copa de Campeones de la Concacaf (1974) |

## Resultados

### Partido de ida
| 24 de noviembre de 1974 | Municipal | 0:1 (0:1) | Independiente | Estadio Mateo Flores, Ciudad de Guatemala                       |                                                                 |
|                         |           |           | Bochini 15'   | Asistencia: 49 000 espectadores Árbitro(s): Guillermo Velásquez | Asistencia: 49 000 espectadores Árbitro(s): Guillermo Velásquez |

|            | POR        | Adrián Fernández        |       |
|            | DEF        | Alberto López Oliva     |       |
|            | DEF        | Carlos Monterroso       |       |
|            | DEF        | Lijón de León           |       |
|            | DEF        | Armando Melgar          | Salió |
|            | MED        | Miguel Ángel Pérez      |       |
|            | MED        | Benjamín Monterroso     |       |
|            | MED        | Raúl Washington Benítez |       |
|            | MED        | José Emilio Mitrovich   | Salió |
|            | DEL        | Miguel Ángel Cobián     |       |
|            | DEL        | Julio César Anderson    |       |
| Entrenador | Entrenador | Rubén Amorín            |       |

|            | POR        | Carlos Gay            |       |
|            | DEF        | Eduardo Commisso      |       |
|            | DEF        | Miguel Ángel López    |       |
|            | DEF        | Francisco Sá          |       |
|            | DEF        | Ricardo Pavoni        |       |
|            | MED        | Rubén Galván          | Salió |
|            | MED        | Miguel Ángel Raimondo |       |
|            | MED        | Hugo Saggioratto      |       |
|            | MED        | Agustín Balbuena      |       |
|            | DEL        | Ricardo Bochini       |       |
|            | DEL        | Daniel Bertoni        |       |
| Entrenador | Entrenador | Roberto Ferreiro      |       |

|  | DEF | Abraham Rivahi Girón | Entró |
|  | MED | Felipe Carías        | Entró |

|  | MED | Alejandro Semenewicz | Entró |

| Anotado | 15' | Ricardo Bochini | 0:1 |

| Árbitro | Guillermo Velásquez |

|            | POR        | Adrián Fernández        |       |
|            | DEF        | Alberto López Oliva     |       |
|            | DEF        | Carlos Monterroso       |       |
|            | DEF        | Lijón de León           |       |
|            | DEF        | Armando Melgar          | Salió |
|            | MED        | Miguel Ángel Pérez      |       |
|            | MED        | Benjamín Monterroso     |       |
|            | MED        | Raúl Washington Benítez |       |
|            | MED        | José Emilio Mitrovich   | Salió |
|            | DEL        | Miguel Ángel Cobián     |       |
|            | DEL        | Julio César Anderson    |       |
| Entrenador | Entrenador | Rubén Amorín            |       |

|            | POR        | Carlos Gay            |       |
|            | DEF        | Eduardo Commisso      |       |
|            | DEF        | Miguel Ángel López    |       |
|            | DEF        | Francisco Sá          |       |
|            | DEF        | Ricardo Pavoni        |       |
|            | MED        | Rubén Galván          | Salió |
|            | MED        | Miguel Ángel Raimondo |       |
|            | MED        | Hugo Saggioratto      |       |
|            | MED        | Agustín Balbuena      |       |
|            | DEL        | Ricardo Bochini       |       |
|            | DEL        | Daniel Bertoni        |       |
| Entrenador | Entrenador | Roberto Ferreiro      |       |

|  | DEF | Abraham Rivahi Girón | Entró |
|  | MED | Felipe Carías        | Entró |

|  | MED | Alejandro Semenewicz | Entró |

| Anotado | 15' | Ricardo Bochini | 0:1 |

| Árbitro | Guillermo Velásquez |

### Partido de vuelta
| 26 de noviembre de 1974 | Independiente                        | 0:1 (0:1, 0:0) (t. s.)(4:2 p.) | Municipal                                  | Estadio Mateo Flores, Ciudad de Guatemala                 |                                                           |
|                         |                                      |                                | Mitrovich 50'                              | Asistencia: 49 000 espectadores Árbitro(s): Mario Canessa | Asistencia: 49 000 espectadores Árbitro(s): Mario Canessa |
|                         |                                      | Tiros desde el punto penal     |                                            |                                                           |                                                           |
|                         | Pavoni · Giribet · Bochini · Bertoni |                                | Cobián · Anderson · Monterroso · Mitrovich |                                                           |                                                           |

|            | POR        | Carlos Gay            |     |
|            | DEF        | Eduardo Commisso      |     |
|            | DEF        | Miguel Ángel López    |     |
|            | DEF        | Francisco Sá          |     |
|            | DEF        | Ricardo Pavoni        |     |
|            | MED        | Rubén Galván          |     |
|            | MED        | Miguel Ángel Raimondo |     |
|            | MED        | Hugo Saggioratto      | 78' |
|            | MED        | Agustín Balbuena      |     |
|            | DEL        | Ricardo Bochini       |     |
|            | DEL        | Daniel Bertoni        |     |
| Entrenador | Entrenador | Roberto Ferreiro      |     |

|            | POR        | Adrián Fernández        |     |
|            | DEF        | Alberto López Oliva     |     |
|            | DEF        | Carlos Monterroso       |     |
|            | DEF        | Lijón de León           |     |
|            | DEF        | Armando Melgar          |     |
|            | MED        | Miguel Ángel Pérez      |     |
|            | MED        | Benjamín Monterroso     |     |
|            | MED        | Julio César Anderson    |     |
|            | MED        | Raúl Washington Benítez |     |
|            | DEL        | José Emilio Mitrovich   |     |
|            | DEL        | Felipe Carías           | 62' |
| Entrenador | Entrenador | Rubén Amorín            |     |

|  | MED | Luis Giribet | 78' |

|  | DEL | Miguel Ángel Cobián | 62' |

| Anotado | 50' | José Emilio Mitrovich | 0:1 |

|                 |                  | 0:1 | Acierto de penal         | Miguel Ángel Cobián   |
| Ricardo Pavoni  | Acierto de penal | 1:1 |                          |                       |
|                 |                  | 1:1 | Fallo de penal (poste)   | Julio César Anderson  |
| Luis Giribet    | Acierto de penal | 2:1 |                          |                       |
|                 |                  | 2:1 | Fallo de penal (atajado) | Benjamín Monterroso   |
| Ricardo Bochini | Acierto de penal | 3:1 |                          |                       |
|                 |                  | 3:2 | Acierto de penal         | José Emilio Mitrovich |
| Daniel Bertoni  | Acierto de penal | 4:2 |                          |                       |

| Árbitro | Mario Canessa |

|            | POR        | Carlos Gay            |     |
|            | DEF        | Eduardo Commisso      |     |
|            | DEF        | Miguel Ángel López    |     |
|            | DEF        | Francisco Sá          |     |
|            | DEF        | Ricardo Pavoni        |     |
|            | MED        | Rubén Galván          |     |
|            | MED        | Miguel Ángel Raimondo |     |
|            | MED        | Hugo Saggioratto      | 78' |
|            | MED        | Agustín Balbuena      |     |
|            | DEL        | Ricardo Bochini       |     |
|            | DEL        | Daniel Bertoni        |     |
| Entrenador | Entrenador | Roberto Ferreiro      |     |

|            | POR        | Adrián Fernández        |     |
|            | DEF        | Alberto López Oliva     |     |
|            | DEF        | Carlos Monterroso       |     |
|            | DEF        | Lijón de León           |     |
|            | DEF        | Armando Melgar          |     |
|            | MED        | Miguel Ángel Pérez      |     |
|            | MED        | Benjamín Monterroso     |     |
|            | MED        | Julio César Anderson    |     |
|            | MED        | Raúl Washington Benítez |     |
|            | DEL        | José Emilio Mitrovich   |     |
|            | DEL        | Felipe Carías           | 62' |
| Entrenador | Entrenador | Rubén Amorín            |     |

|  | MED | Luis Giribet | 78' |

|  | DEL | Miguel Ángel Cobián | 62' |

| Anotado | 50' | José Emilio Mitrovich | 0:1 |

|                 |                  | 0:1 | Acierto de penal         | Miguel Ángel Cobián   |
| Ricardo Pavoni  | Acierto de penal | 1:1 |                          |                       |
|                 |                  | 1:1 | Fallo de penal (poste)   | Julio César Anderson  |
| Luis Giribet    | Acierto de penal | 2:1 |                          |                       |
|                 |                  | 2:1 | Fallo de penal (atajado) | Benjamín Monterroso   |
| Ricardo Bochini | Acierto de penal | 3:1 |                          |                       |
|                 |                  | 3:2 | Acierto de penal         | José Emilio Mitrovich |
| Daniel Bertoni  | Acierto de penal | 4:2 |                          |                       |

| Árbitro | Mario Canessa |

|                                  |
| Bandera de Argentina             |
| Campeón Independiente 2.º título |